# Jonathan Dayton e Valerie Faris

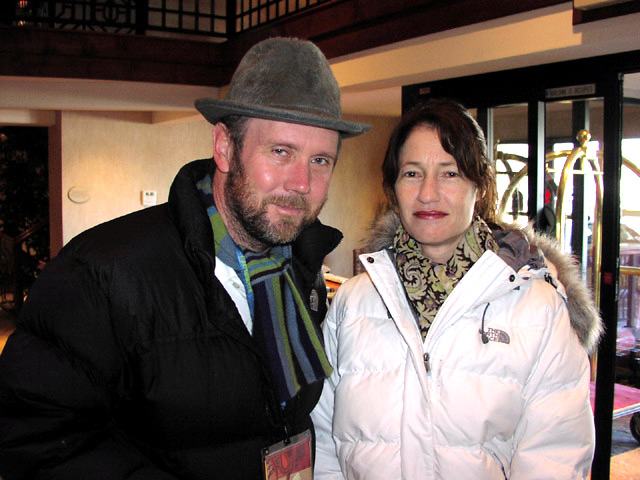
Os diretores de "Pequena Miss Sunshine", Jonathan Dayton e Valerie Faris, em 26 de janeiro de 2006.

Jonathan Dayton (nascido em 7 de Julho de 1957 em Alameda, Califórnia) e Valerie Faris (nascida em 20 de Outubro de 1958 em Los Angeles, Califórnia) são diretores de clipes musicais. Em 2006, dirigiram o filme Little Miss Sunshine.

## Filmografia

### Diretores
- Little Miss Sunshine (2006)
- Ruby Sparks (2012)

### Produtores
- The Decline of Western Civilization Part II: The Metal Years (1988)
- Gift (Jane's Addiction) (1993)